# Calathea elliptica
Calathea elliptica är en strimbladsväxtart som först beskrevs av William Roscoe, och fick sitt nu gällande namn av Karl Moritz Schumann. Calathea elliptica ingår i släktet Calathea och familjen strimbladsväxter. Inga underarter finns listade.